# گمینا ویشنگو
گمینا ویشنگو (به لهستانی:  Gmina Wiśniew) یک گمینا در لهستان است که در شهرستان شدلتسه واقع شده‌است. گمینا ویشنگو ۱۲۵٫۸۷ کیلومتر مربع مساحت و ۵٬۸۱۵ نفر جمعیت دارد.